# 阿佩普 (恆星系統)
阿佩普 是位於矩尺座的一個三合星系統，包含沃夫–瑞葉星聯星和一顆熾熱的超巨星。以埃及神話中的蛇神命名，該恒星系統被恆星風和宇宙塵的巨大複合體包圍，這些複合體被聯星主星的高轉速拋入太空，並在次星的影響下形成「風車」形狀。2010年代對該系統的地面研究得出結論，該系統是銀河系中最著名的伽馬射線暴前身候選者。

## 命名法
阿佩普（英語：Apep），發音為 /ˈɑːpɛp/，由荷蘭無線電天文研究所的Joseph Callingham領導的天文學家團隊命名，他在2016年至2018年間研究了該系統，並發表了一篇關於他們觀測結果的科學論文。它是以埃及神話中太陽神拉的同名死敵命名的，他經常被描繪成一條巨蛇；他們的競爭被描述為「一個恰當的典故」，指的是該系統及其恆星風在紅外中的外觀是「一顆被龍卷包圍在內的恆星」。在由XMM-牛頓衛星太空望遠鏡觀測到的天體物理X射線源偶然源的恆星目錄中，該系統被編目為2XMM J160050.7–514245。它也被稱為WR 70-16。

## 特性
阿佩普是一個三合星系統，包含一顆被描述為「中央發動機」，軌道週期為~100年的沃夫–瑞葉星聯星 沃夫–瑞葉星聯星，和被描述為「北方伴星」，圍繞中心發動機運行，距離約1,700天文單位，週期>10,000年的第三顆熱的超巨星。阿佩普中心的聯星由碳（WC8）和氮序（WN4-6b）亞型的兩顆經典沃夫-瑞葉星組成，使阿佩普成為銀河系中經典WR+WR聯星系統的最強案例。碳序沃夫–瑞星通常是製造塵埃的工廠。一個巨大的恆星風和宇宙塵埃複合體圍繞著這個系統，類似於另一個產生風車星雲的沃夫 – 瑞葉星系統WR 104。恆星風的速度為12 × 106 km/h（7.5 × 106 mph），在系統的邊緣，塵埃速度為 2 × 106 km/h（1.2 × 106 mph），表明中央發動機至少有一個部件正在快速旋轉，其中其表面重力接近於由其向外的離心力平衡。這個元件從兩極產生更快的恆星風，從赤道產生較慢的風，赤道風與其次級風的相互作用產生了系統的「風車」形狀。快速旋轉的沃夫–瑞葉星理論上能够在超新星期間產生伽馬射線暴，該系統已被確定為伽馬射線暴的前身。估計阿佩普距離地球約~2.4 千秒差距，或~8,000 光年，潛在差異為+0.2和-0.5千秒差距，估計視覺消光為11.4。

## 觀察
阿佩普位於星座矩尺座，在赤經16h 00m 50.5s和赤緯-51° 42′ 45″。該系統可以解析為兩個組成部分：「中央發動機」沃夫-瑞葉聯星，和「北方伴星」超巨星。系統的總視星等為17.5，分辨出的中央發動機和北方伴星的視星等分別為19.0和17.8。它的紅外光譜能量分佈（SED）是獨一無二的，亮度範圍從2.2μm處的6.4等到22μm處的-2.4等。使用歐洲南方天文台（ESO）的儀器SINFONI，在甚大望遠鏡上進行的調查量測到，中央發動機在紅外J波段中的視星等為10.2±0.2，北方伴星的視星級為9.6±0.2。SINFONI 還量測了系統在K波段中的表觀星等，對於中央發動機為6.9±0.2，對C為8.1±0.2， 在 L 波段，對於中央發動機為4.7±0.1，北方辦星為7.3±0.1，和在M波段的中央發動機為4.4±0.3，北方伴星為7.0±0.2。SINFONI的觀測進一步詳細說明，北方伴星可能是一顆傳統的B1Ia+高光度恆星。A和B顯示了WC7恆星的典型光譜，但具有額外的WN4或WN5恆星特徵，理論上來自中央發動機的恆星之一；如果得到證實，這將使阿佩普成為一個罕見的WR星的聯星系統。另一種基於SINFONI數據的假設認為，光譜可能都來自一顆不尋常的過渡WN/WC星，而北方伴星則是一顆傳統的OB恆星。將WR星大犬座EZ和WR 90的光譜結合起來，將產生與WR聯星觀測到的光譜幾乎相同的光譜。
該系統是在銀河系星系中發現的第一個伽馬射線爆發前身候選者，儘管它在早期的觀測中並不為人所知，比如使用XMM-牛頓衛星和Chandra太空望遠鏡的觀測，早在2004年8月，它就被簡單地確定為天體物理X射線源。天文學家喬·卡林厄姆（Callingham）在雪梨大學的大學生研究期間首次用莫隆格羅天文台合成望遠鏡觀測到阿佩普，並被認為是一個潜在的碰撞風聯星，其射電源亮如海山二（船底座η）。卡林厄姆和彼得·塔希爾 (天文學家)在1998年領導了WR104的發現，並在觀察到阿佩普的極端紅外特性後，尋求對其感興趣，2016年8月使用ESO的甚大望遠鏡進行觀測。使用英澳望遠鏡和澳大利亞望遠鏡緻密陣列進行的進一步觀測，以及各國際機構的貢獻 ，導致2018年11月19日在《自然·天文學》上發表了科學論文。它得出的結論是，該系統是沃夫–瑞葉聯星，是伽馬射線暴的前身。以前人們認為，這種系統只在比銀河系年輕的星系中發現。

## 外部連結
- Anisotropic winds in a Wolf–Rayet binary identify a potential gamma-ray burst progenitor （页面存档备份，存于）  at Nature Astronomy

{